# I liga polska w piłce siatkowej kobiet
I liga polska w piłce siatkowej kobiet – druga w hierarchii (po Tauron Lidze) klasa kobiecych ligowych rozgrywek siatkarskich w Polsce, będąca jednocześnie drugim szczeblem centralnym (II poziom ligowy). Rywalizacja w jej ramach toczy się co sezon, systemem ligowym wraz z play-offami, w jednej grupie rozgrywkowej o awans do Tauron Ligi, a najsłabsze drużyny są relegowane do II ligi. Za jej prowadzenie odpowiada Polski Związek Piłki Siatkowej (PZPS).
Do końca sezonu 2004/2005 rozgrywki te nosiły oficjalną nazwę I liga Seria B, a była to pozostałość z czasów przed utworzeniem ligi profesjonalnej - gdy obecną Tauron Ligę określano, jako I ligę Serii A.

## Medalistki
| Sezon     | 1. miejsce                           | 2. miejsce                      | 3. miejsce                           |
| --------- | ------------------------------------ | ------------------------------- | ------------------------------------ |
| 2003/2004 | Dalin Myślenice                      | Wisła Kraków                    | SMS PZPS Sosnowiec                   |
| 2004/2005 | Piast Szczecin                       | SPS Politechnika Częstochowska  | MKS Dąbrowa Górnicza                 |
| 2005/2006 | Energa Gedania Gdańsk                | MKS Dąbrowa Górnicza            | Start Łódź                           |
| 2006/2007 | MKS Dąbrowa Górnicza                 | Wisła Kraków                    | Piast Szczecin                       |
| 2007/2008 | Impel Gwardia Wrocław                | Wisła Kraków                    | Sokół Chorzów                        |
| 2008/2009 | Organika Budowlani Łódź              | Piast Szczecin                  | Sokół Chorzów                        |
| 2009/2010 | TPS Rumia                            | Trefl Sopot                     | KSZO Ostrowiec Świętokrzyski         |
| 2010/2011 | PTPS Piła                            | KS Piecobiogaz Murowana Goślina | Silesia Volley Mysłowice/Chorzów     |
| 2011/2012 | Siódemka LTS Legionovia Legionowo    | KS Piecobiogaz Murowana Goślina | PSPS Chemik Police                   |
| 2012/2013 | PSPS Chemik Police                   | Jedynka Aleksandrów Łódzki      | Eliteski UEK Kraków                  |
| 2013/2014 | KSZO Ostrowiec Świętokrzyski         | PWSZ Karpaty MOSiR KHS Krosno   | KS Developres Rzeszów                |
| 2014/2015 | Roltex Zawisza Sulechów              | ŁKS Commercecon Łódź            | Budowlani Toruń                      |
| 2015/2016 | ŁKS Commercecon Łódź                 | Budowlani Toruń                 | Wisła Warszawa                       |
| 2016/2017 | Wisła Warszawa                       | Proxima Kraków                  | Joker Mekro Energoremont Świecie     |
| 2017/2018 | Energa MKS Kalisz                    | Wisła Warszawa                  | WTS Solna Wieliczka                  |
| 2018/2019 | Joker Mekro Energoremont Świecie     | Wisła Warszawa                  | MKS Dąbrowa Górnicza                 |
| 2019/2020 | Joker Mekro Energoremont Świecie     | UNI Opole                       | Enea Energetyk Poznań                |
| 2020/2021 | UNI Opole                            | Stal Mielec                     | Enea Energetyk Poznań                |
| 2021/2022 | Roleski Grupa Azoty PWSZ Tarnów      | Stal Mielec                     | LOS Nowy Dwór Mazowiecki             |
| 2022/2023 | Stal Mielec                          | LOS Nowy Dwór Mazowiecki        | Trans-Ann Płomień Sosnowiec          |
| 2023/2024 | Sokół & Hagric Mogilno               | Enea KS Piła                    | ECO HARPOON LOS Nowy Dwór Mazowiecki |
| 2024/2025 | ECO HARPOON LOS Nowy Dwór Mazowiecki | Enea KS Piła                    | KSG Warszawa                         |